# 켄수 (충돌구)

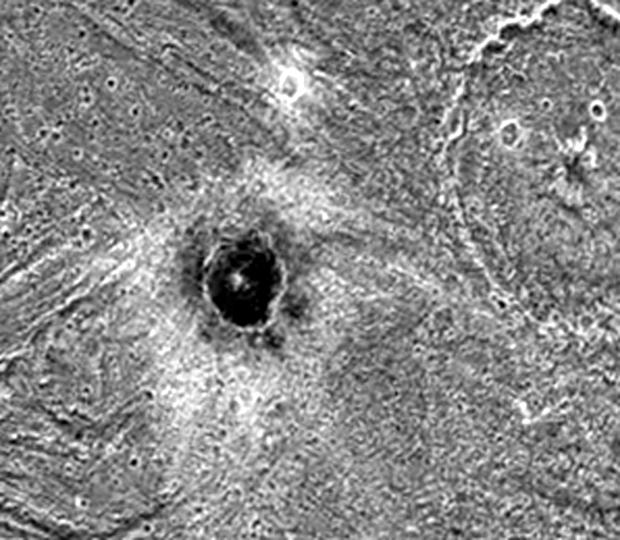
갈릴레오 호가 촬영한 켄수 충돌구.

켄수 충돌구는 가니메데에 있는 충돌구 중 하나이다. 크기는 14.2km이다. 이 충돌구는 우루크 홈 지역에 위치한 밝은 분출물로 덮이고 바닥은 어두운 모양이다. 어두운 지역은 충돌할 때 충돌구가 생기면서 남은 잔류 물질일 수 있다. 또한, 충돌구가 어두운 층이 나타난 곳은 밝은 표면에 구멍이 있다는 것이다.